# Mundi
Mundi är en ort i Indien.   Den ligger i distriktet East Nimār och delstaten Madhya Pradesh, i den centrala delen av landet, 700 km söder om huvudstaden New Delhi. Mundi ligger 304 meter över havet och antalet invånare är 11 409.
Terrängen runt Mundi är platt. Runt Mundi är det ganska tätbefolkat, med 86 invånare per kvadratkilometer. Mundi är det största samhället i trakten. Trakten runt Mundi består till största delen av jordbruksmark.